# Clémentine Mélois
Pour les articles homonymes, voir Mélois.
Clémentine Mélois, née le 15 juin 1980 à La Ferté-Milon, est une artiste plasticienne et écrivaine française. Elle est membre de l'Oulipo depuis juin 2017.

## Biographie
Clémentine Mélois est née le 15 juin 1980, elle a grandi à La Ferté-Milon. Sa mère est professeure de français, son père, Bernard Mélois, sculpteur. Sa sœur Barbara Mélois est marionnettiste. 
À l’âge de neuf ans, elle gagne le premier prix d’un concours d’écriture organisé par les éditions Gallimard, et reçoit en cadeau 365 livres, ce qui marque le début de sa vocation de bibliomane. Elle étudie à l'École des beaux-arts de Paris, dans les ateliers de Michel Salsmann et Christian Boltanski. Elle présente  son diplôme de fin d'étude dans une boîte de bouquinistes sur les quais de Seine.
Elle se spécialise dans le document imprimé, en particulier le livre d’artiste. Son travail mêle culture pop et culture classique, culture web et histoire de l’art, dans un jeu sur les codes de la photographie et de l’édition. Elle enseigne sa pratique de 2008 à 2018 à l'école des Beaux-Arts de Nîmes.
Elle a fait partie entre 2015 et 2018 de l’équipe de l'émission Des Papous dans la tête, sur France Culture.
Elle a contribué aux revues Le Tigre, Le Courage, Mon Lapin Quotidien et à la revue en ligne Vents contraires.

## Parcours littéraire
Elle mène à la fois un travail de plasticienne et d'écrivaine.
En octobre 2011, elle dirige les actes du colloque Publier/Exposer qui se tient au Carré d'Art à Nîmes sur la question du livre d'artiste.
En 2014, elle publie aux Éditions Grasset Cent Titres, préfacé par Jacques Roubaud, un recueil de cent couvertures de livres pastichées par l’image, jouant sur les codes éditoriaux traditionnels,,,,. Moby Dick devient Maudit Bic. Iphigénie devient  Wifi-Génie. Du côté de chez Swann devient Du côté de Sichuan. L'écume des jours de Boris Vian  devient Légume des jours de Boris Viande.
Elle crée en 2014 une conférence-performance pour la Maison de la Poésie de Paris, qu’elle présente également au théâtre du Rond-Point en 2015 et à Nantes en 2016.
En 2015 paraît Jean-Loup fait des trucs, petit précis de nihilisme à l’égard de la jeunesse, aux éditions Les Fourmis rouges, où elle signe le texte et les dessins. Ce premier livre pour la jeunesse sera suivi par de nombreux autres, en collaboration avec Rudy Spiessert publiés à L'École des loisirs aux Éditions du Seuil, notamment la série Les chiens pirates, et Chère Bertille
Elle publie en 2017 aux Éditions Grasset Sinon j'oublie, un recueil de textes inspirés de sa collection de listes de courses, reproduites en fac-similé. La structure est déterminée par une contrainte déjà utilisée par Georges Perec dans La Vie mode d'emploi : la polygraphie du cavalier.
En mars 2020, paraît aux Éditions Grasset Dehors la tempête. Par des allers-retours entre la vie des personnages et la sienne, Clémentine Mélois nous fait pénétrer dans cet essai au plus près de cette expérience à la fois personnelle et universelle, la lecture.
En novembre 2020, paraît aux Éditions Grasset Bon pour un jour de légèreté, recueil d'images détournées réalisées pendant le premier confinement.
En 2024 parait aux éditions l'Arbalète (maison d'édition) le roman Alors c'est bien, un récit sur les derniers jours de la vie de son père et la préparation de son enterrement, prix Méduse 2024.
Elle est l’invitée d’honneur de l’Oulipo en 2016. Elle y est cooptée en juin 2017.

## Expositions
Depuis 2015, une sélection de ses livres détournés est exposée de façon permanente à la Maison de la Poésie à Paris.
En 2018, elle présente à la galerie Lara Vincy sa première exposition personnelle "De deux choses l'une".
En 2019, dans le cadre de l'exposition collective Cent artistes dans la ville à l'initiative du Mo.Co à Montpellier, elle présente une bibliothèque détournée en trompe-l'œil de dix mètres de large,.
En 2019, elle présente au Mucem Un cabinet d'amateur, une installation dans le cadre de l'exposition Giono (commissariat Emmanuelle Lambert),.
En 2020, sa deuxième exposition personnelle à la galerie Lara Vincy Un cabinet d'amateur reprend une partie de l'installation présentée au Mucem,.
En 2020, elle présente des œuvres sur le bateau Archimède, dans le port de l'Arsenal (Paris) et dans le cadre de l'exposition collective De(s) rives de la non-galerie Aline Vidal.

## Publications
- Clémentine Mélois, Cent Titres, Paris, Grasset, 2014, 217 p. (ISBN 978-2-246-85483-8)
- Clémentine Mélois, Sinon j'oublie, Paris, Grasset, 2017, 225 p. (ISBN 978-2-246-86203-1)
- Clémentine Mélois, Dehors, la tempête, Paris, Grasset, 2020, 192 p. (ISBN 978-2-246-81597-6)
- Clémentine Mélois, Bon pour un jour de légèreté, Paris, Grasset, 2020, 64 p.  (ISBN 978-2-246-82653-8)
- Clémentine Mélois, Les Six Fonctions du langage, roman-photo, Paris, Le Seuil, 2021, 112 p.  (ISBN 978-2-02-146777-2)
- Clémentine Mélois, Alors c'est bien, Paris, Gallimard, 2024, 208 p. (ISBN 978-2-07-307503-1)

### Jeunesse
- Série Jean-Loup
  - Clémentine Mélois, Jean-Loup fait des trucs, Montreuil, Les Fourmis Rouges, 2015, 40 p. (ISBN 978-2-36902-038-7)
  - Clémentine Mélois, Jean-Loup fait encore des trucs, Les Fourmis Rouges, 2016 (ISBN 978-2-36902-056-1)
- Série Chère Bertille..., avec Rudy Spiessert
  - Clémentine Mélois (illustrations) et Rudy Spiessert, Chere Bertille … et la lune en gruyère, Paris, L'école des loisirs, coll. « Mouche », 2 janvier 2019, 42 p. (ISBN 978-2-211-23958-5)
  - Clémentine Mélois (illustrations) et Rudy Spiessert, Chère Bertille... à Bord du Redoutable, Paris, L'école des loisirs, coll. « Mouche », 21 août 2019, 57 p. (ISBN 978-2-211-30446-7)
  - Clémentine Mélois (illustrations) et Rudy Spiessert, Chere Bertille... : au Centre de la Terre, Paris, L'école des loisirs, coll. « Mouche », 14 juin 2019, 57 p. (ISBN 978-2-211-30062-9)
- Série Les chiens pirates
  - Clémentine Mélois et Rudy Spiessert (illustrations), Adieu Côtelettes !, L'école des loisirs, 13 mars 2019
  - Clémentine Mélois et Rudy Spiessert (illustrations), Prisonniers des glaces !, L'école des loisirs, 18 mars 2020
  - Clémentine Mélois et Rudy Spiessert (illustrations), Dans les griffes de Barbechat !, L'école des loisirs, 6 mai 2022
  - Clémentine Mélois et Rudy Spiessert (illustrations), Et le Vaisseau Fantôme !, L'école des loisirs, 8 novembre 2023
  - Clémentine Mélois et Rudy Spiessert (illustrations), Pili Pili !, L'école des loisirs, 30 octobre 2024

### Essais
- Clémentine Mélois (dessin) et Jan Baetens (scénario), Le Roman-Photo, Bruxelles, le Lombard, 2017, 88 p. (ISBN 978-2-8036-7161-8)